# Julija Sanina
Julija Ołeksandriwna Bebko (de domo Hołowań, szerzej znana jako Julija Sanina; ur. 11 października 1990 w Kijowie) – ukraińska piosenkarka i osobowość sceniczna. Wokalistka zespołu muzycznego The Hardkiss, wykonującego muzykę z pogranicza rocka alternatywnego i synth popu.

## Życiorys
Urodziła się 11 października 1990 w Kijowie. Jest córką muzyków. Po raz pierwszy wystąpiła na scenie w wieku trzech lat, śpiewając z zespołem, którym kierował jej ojciec. Później zaczęła występować jako wokalistka solowa oraz była członkinią zespołu dziecięcego i jazzowego big-bandu.
W 2005 roku ukończyła Szkołę Jazzu i Muzyki Rozrywkowej. W późniejszym czasie uczyła się w Instytucie Filologii Kijowskiego Uniwersytetu Narodowego im. Tarasa Szewczenki, uzyskując w 2013 roku tytuł magistra w tej dziedzinie (inne źródła podają folklorystykę). Podczas studiów zainteresowała się dziennikarstwem.
W latach 2006–2008 była wokalistką w zespole Sister Siren. We wrześniu 2011 roku tworzyła z producentem muzycznym Walerijem Bebką zespół Val & Sanina, który wykonywał piosenki w języku rosyjskim. Nagrali m.in. eksperymentalny teledysk i kilka piosenek, jedna z nich nosiła tytuł „Ljubow nastala”. Wkrótce później zmienili imidż sceniczny i nazwę zespołu na The Hardkiss. Zaczęli pisać piosenki po angielsku, o cięższym brzmieniu. Jesienią 2011 wydali kilka nowych piosenek i nagrali swój debiutancki teledysk do piosenki „Babylon”. Pod koniec października 2011 byli supportem brytyjskiego zespołu Hurts. W tym samym roku wydali teledysk do piosenki „Dance with Me”, który był emitowany na czołowych kanałach muzycznych. W lutym 2012 roku podpisali kontrakt z wytwórnią Sony BMG Music Entertainment. Zespół szybko zaczął zdobywać popularność i został laureatem kilku nagród na Ukrainie, oraz za granicą.
W 2014 roku zaczęła publikować wideoblogi o swoim życiu i zakulisowej działalności zespołu The Hardkiss na kanale YouTube. W 2016 roku została jednym z czterech jurorów siódmej serii ukraińskiego X Factora. W maju 2023 roku była jedną z czterech prowadzących 67. Konkursu Piosenki Eurowizji w Liverpoolu.

## Życie prywatne
W 2011 roku poślubiła Walerija Bebkę, producenta muzycznego i gitarzystę zespołu The Hardkiss. Poznali się w 2010 roku, kiedy Sanina przeprowadziła z nim wywiad; Bebko wówczas pracował w telewizji Zoom. Mają syna, Danyła.